# Timmersport

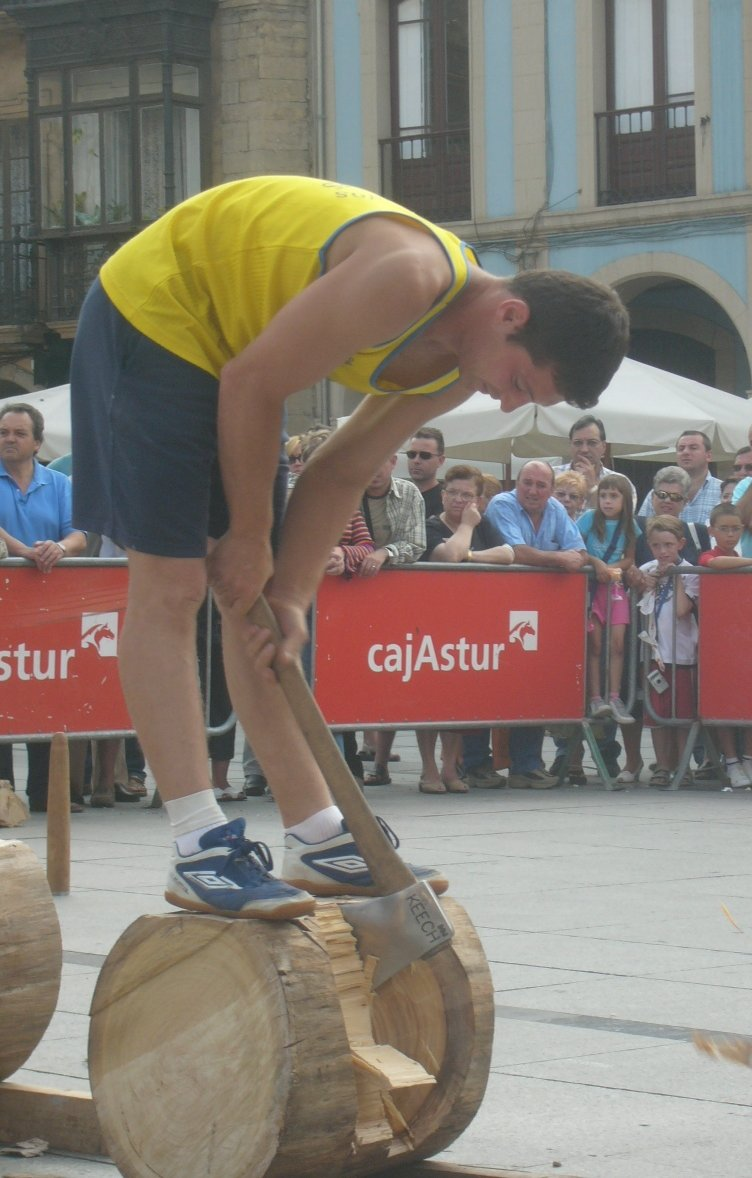
Yxhuggning

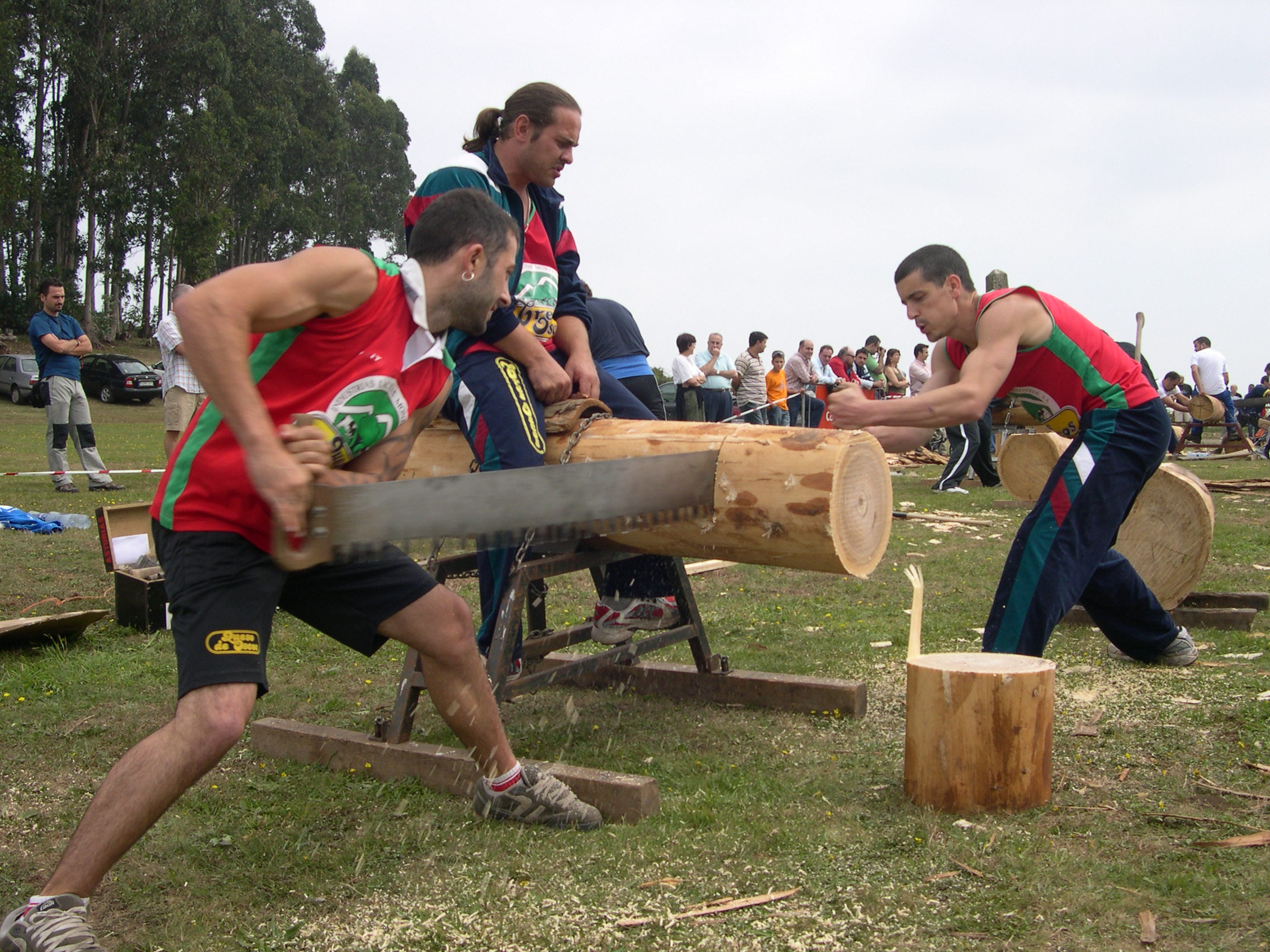
Sågning

Timmersport, mer vanligt kallat timbersports, är en sport inom atletisk trädfällning som har sitt ursprung bland skogshuggare i Kanada, USA, Nya Zeeland och Australien i slutet på 1800-talet. Även i vissa skogsrika delar av Europa har aktiviteten utvecklats till en sport med tävlingar.
1985 startades Stihl Timbersports i USA och 2010 kom sporten till Sverige. Tävlingar sker både individuellt och i lag och man tävlar i sex grenar varav tre med yxa, två med motorsåg och en med såg. 
Pontus Skye och Ferry Svan är två svenskar som placerat sig topp tio individuellt på VM, 2018 respektive 2019. Ferry Svan har även ett guld i JVM från 2017. 
Sverige skulle stå som arrangör för VM i timbersport hösten 2020  men i juni 2020 meddelades att tävlingarna skulle ställas in på grund av den rådande pandemin.